# Asperula kovalevskiana
Asperula kovalevskiana är en måreväxtart som beskrevs av M.G. Pachomova. Asperula kovalevskiana ingår i släktet färgmåror, och familjen måreväxter. Inga underarter finns listade i Catalogue of Life.